# Porrentruy (gemeente)
Porrentruy (Duits: Pruntrut) is een gemeente en plaats in het Zwitserse kanton Jura en maakt deel uit van het district Porrentruy.
Porrentruy telt 6593 inwoners.
In de Middeleeuwen en nadien was Porrentruy de hoofdplaats van de heerlijkheid Ajoie, deel van het prinsbisdom Bazel.

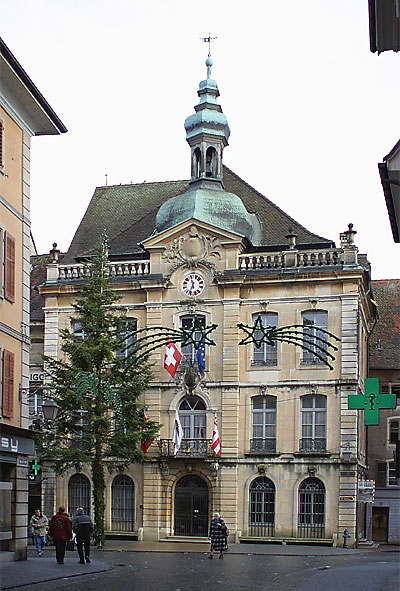
Raadhuis

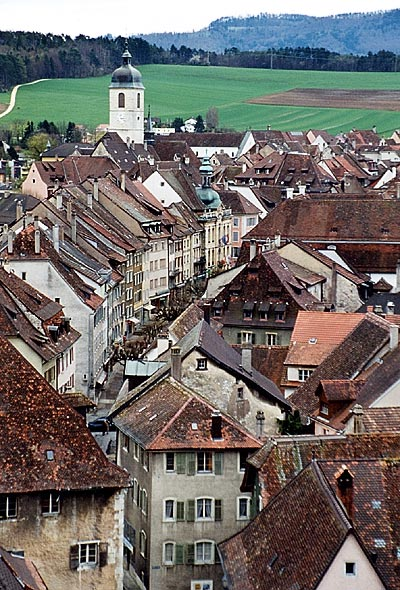
Oude stad

## Geboren
- Joseph Choffat (1866-1939), diplomaat
- Hélène Rivier (1902-1986), bibliothecaresse
- Edith Burger (1906-1948), pianiste en zangeres
- Claude Hêche (1952-), politicus
- Charles Juillard (1962-), politicus

## Overleden
- Marie-Marthe Brahier (1672-1759), moeder-overste
- Joseph Choffat (1866-1939), diplomaat

## Sport
Porrentruy was één keer etappeplaats in de wielerkoers Ronde van Frankrijk. In 2012 won de Fransman Thibaut Pinot er de etappe door de Jura.